# 무이스카사우루스
무이스카사우루스(학명:Mulscasaurus catheti)는 어룡목 안공룡과에 속하는 어룡이다. 지금은 멸종된 종으로서 몸길이가 4~7m인 거대한 어룡에 속한다.

## 특징
무이스카사우루스 화석은 척추뼈의 불완전한 오순절화와 두개골의 비율로 볼 때 청소년 개인에 해당한다. 이것은 두개골의 뒤쪽뿐만 아니라 코의 앞부분이 부족해서 오른쪽이 약간 찌그러지는 것을 보여준다. 턱 원소는 매우 가늘고 길며 일부 치아는 보존되어 비교적 작다. 무이스카사우루스(Muiscasaurus)는 비교적 큰 동물이었다. 보존된 두개골 길이는 45 센티미터(18인치)이며 정확한 비율에 따라 총 두개골 길이는 48-65 센티미터(19-26인치) 사이일 수 있다.[2]이 개인은 성인의 경우 길이가 3미터(9피트 10인치)에 달하고 최대 5미터(16피트 5인치)에 이를 수 있다. 모든 진보된 익룡들처럼 뮤스카사우루스는 반달 모양의 꼬리와 네 개의 다리가 모두 지느러미로 변형된 작고 능률적인 몸매를 가지고 있어야 한다. 무이스카사우루스(Muiscasaurus)는 특징의 조합에 의해 가장 가까운 친척들과 다르다. 매우 얇은 프리맥실라를 가지고 있었고 스퍼 모양의 코공정을 위해 코구멍을 부분적으로 두 개의 난자로 나누었으며, 앞부분은 수직 위치이며 뒷부분은 수평으로 하고 다른 안과공룡에서는 개구부가 완전히 열리거나 완전히 세파였다. 둘로 나누어진후부는 좁고 얇은 사방주갈이 제공되었으며 치아는 매우 얇았고 두꺼운 에나멜과 거친 줄무늬가 부족했던 반면 페르부쇼비사우루스나 플라티프테리기우스와 유사한 어룡의 경우 에나멜에 더 튼튼한 치아와 홈을 가지고 있었다. 무이스카사우루스 외에도 파자 형성에서 다른 종류의 어룡인 플라티프테리기우스 사치카룸이 회수되었다. 그것은 더 두껍고 튼튼한 이빨을 포함한 이빨과 두개골의 특징으로 무이스카사우루스와 구별된다.이 분석은 P. 사치카룸이 아마도 일반주의 식단을 가지고 있을 것이지만 무이스카사우루스는 더 작고 부드러운 먹잇감을 먹으면서 훨씬 더 전문화된 형태였다는 것을 나타낼 수 있다. 이것은 백악기 동안 신로피학에서 어룡이 생태적 다양성을 어느 정도 유지했다는 것을 보여줄 것이다. 무이스카사우루스의 화석은 보야 카 주 빌라 데 레이바 마을 근처에서 퇴적물이 노출된 파자 형성에서 발견되었다. 이 유골들은 2010년에 바레미아에서 백악기의 아파르트 시대까지 거슬러 올라가는 아르킬롤리타스 아비가라다스 멤버로 알려진 석회암 덩어리의 중간 지점에서 발견되었다.비록 암모나이트가 화석에 붙어 있는 것이 발견되었지만, 보존 상태가 좋지 않아 암모나이트의 신원을 확인할 수 없었고 따라서 표본의 층층적이고 정확한 연대를 확립했다. 홀로타입 표본 CIP-FCG-CBP-74로 등재된 이 화석은 두개골과 관련된 갈비뼈가 있는 일부 척추뼈와 부분 두개골로 이루어져 있다. 이 유골들은 2015년에 새로운 속과 종인 무이스카사우루스 카테티로 지정되었는데 속명은 콜롬비아 중부 무이스카를 지칭하는 것으로 라틴어화된 그리스어 saurus, "reptile"이 있다. 종의 정식적인 이름인 카테티는 수직이라는 뜻으로 콧구멍의 모양을 보고 가리킨다. 이러한 유골은 빌라 데 레이바에 있는 수사학 센터(Paleontoloiosmas, Paleontological Research Center)를 위해 준비되었다. 분류학적으로 본다면 무이스카사우루스(Muiscasaurus)는 백악기 초기 콜롬비아 현대에 살았던 안구공룡의 멸종된 속이다. 유일하게 알려진 종은 무이스카사우루스 카테티형이다. 먹이로는 당대에 서식했던 물고기, 두족류, 갑각류를 주로 잡아먹고 살았을 육식성의 포식자로 추정되는 종이다.

## 근연종
무이스카사우루스는 쥐라기, 백악기 시대에 살았던 어룡의 대부분을 포함하는 안구공룡과에 속하는 화석을 바탕으로 기술되었다. 무아스카사우루스는 플라티프테리기우스, 카이풀리사우루스, 브라키프테기리우스(후기 두 개의 제네라가 무이스카사우루스 그 자체보다 약간 나이가 많았지만)에 의해 구성된 하위그룹에 관해서, 특히 가족 내에서 매우 기초적인 위치를 차지하고 있는 것 같다. 무이스카사우루스의 근연종들은 다음과 같이 존재한다.

### 무이스카사우루스의 근연종들
이문단에서 무이스카사우루스의 근연종들을 모두 나열하였다.

#### 안공룡과
무이스카사우루스의 근연종들은 모두 안공룡과로서 무이스카사우루스와는 가까운 친척 관계인 종들이다.
- 오프탈모사우루스

- 운도로사우루스

- 아캄프톤텍테스

- 레닌아

- 애기로사우루스

- 몰레사우루스

- 무이스카사우루스

- 브라키프테리기우스

- 카이풀리사우루스

- 플라티프테리기우스

- 심비르스키아사우루스

- 페르부쇼비사우루스

- 스벨토넥테스

- 마이아스폰딜러스

- 아타바스카사우루스

- 크라이옵테리지오스

- 야누사우루스

- 절지공룡

- 팔베니아

## 생존시기와 서식지와 화석의 발견
무이스카사우루스가 생존했던 시기는 중생대의 백악기 초기로서 지금으로부터 1억 4550만년전~1억 2000만년전에 생존했던 종이다. 생존했던 시기에는 남아메리카를 중심으로 하는 남동부 태평양에서 주로 서식했던 어룡이다. 화석의 발견은 2015년에 남아메리카의 국가인 콜롬비아의 백악기에 형성된 지층에서 남아메리카의 고생물학자들에 의하여 처음으로 화석이 발견되어 새롭게 명명된 종이다.

## 같이 보기
- 파충류
- 중생대
- 백악기
- 어룡
- 화석